# Jogin I
Jogin I es una montaña del Himalaya de Garhwal, en Uttarakhand (India), con una altitud de 6465 m y una prominencia de 843 m. Es el 94.º pico más alto situado enteramente en Uttrakhand. Nanda Devi, es la montaña más alta de esta categoría. Se encuentra a 5,4 km al este del Gangotri III, y a 7,4 km al oeste del Bhrigupanth (de 6772 m). Se encuentra a 2,2 km al sur de Jogin II. Su vecino más alto es el Gangotri III (6577 m) y se encuentra a 6,9 km al NO del Thalaysagar (6904 m) y a 8,8 km al SE del Gangotri I (con 6682 m).

## Parque nacional Gangotri
Toda el área circundante está protegida dentro de los 2390 km² del  parque nacional Gangotri, una de las áreas de conservación mayores de la India. En el parque nacional hay varias excursiones de categoría mundial, como la de Gangotri Gomukh Tapoban Nandanvan, la de Kerdarnath Vasuki, la de Har ki dun valley, la de Badrinath a Satopanth, la de Gangotri a Kedar, la de Gangotri a Badrinath vía Kalindi khal y muchas más.

## Historia de su escalada
El Jogin I fue escalado por primera vez el 22 de junio de 1970, por los estudiantes del 19.º Curso Avanzado del NIM dirigido por su coronel principal J.C. Joshi, del exitoso equipo de la Indian Everest Expedition.
Una expedición británica dirigida por Paul Farmer en septiembre-octubre de 2000 hizo un intento fallido. Este equipo británico de 6 miembros intentó el pico desde el valle de Kedarganga en la temporada posterior al monzón. Tuvieron que retroceder desde 5900 m debido a la existencia de demasiada nieve sin consolidar.
Un equipo de seis miembros de Walt Kaskel, Joseph Mazzotta, Dick Osborn, Dick Painter, Ron Rickman y Tony Lewis como líder comenzaron su escalada de dos días por el Kedar Ganga desde Gangotri el 30 de mayo y colocaron su campamento base sobre el lago Kedar Tal, a 4570 m; llegaron al campo I a 5330 m el 3 de junio, después de escalar el lado derecho de la cascada de hielo establecieron el campo II a 5640 m. El 6 de junio salieron del campo II y, a través de la nieve que les llegaba hasta las rodillas, llegaron a la cima.

## Picos vecinos y subsidiarios
Picos vecinos o subsidiarios de Jogin I:
- Thalay Sagar: 6904 m (30°51′29″N 78°59′50″E / 30.85806, 78.99722)
- Pico Meru: 6660 m (30°52′05″N 79°01′56″E / 30.86806, 79.03222)
- Manda III: 6529 m (30°54′18″N 79°00′01″E / 30.90500, 79.00028)
- Shivling: 6543 m (30°52′37″N 79°03′56″E / 30.87694, 79.06556)
- Gangotri I: 6682 m (30°55′04″N 78°50′49″E / 30.91778, 78.84694)
- Gangotri II: 6590 m (30°54′23″N 78°51′21″E / 30.90639, 78.85583)
- Gangotri III: 6577 m (30°52′57″N 78°52′05″E / 30.88250, 78.86806)
- Jogin II: 6342 m (30°53′45″N 78°55′58″E / 30.89583, 78.93278)

## Glaciares y ríos
En el lado sur se encuentran el glaciar Jogin y el glaciar Ratangiran. En el lado oriental se encuentra elKedar Bamak y en el lado occidental se encuentra elRudugaira Bamak. El Kedar Ganga nace del Kedar Bamak y se une al río Bhagirathi cerca de Gangotri. Ek Rudugaira Nala nace del Rudugaira Bamak también se une al río Bhagirathi cerca de Gangotri. Ambos glaciares drenan hasta el río Bhagirathi cerca de Gangotri. En el lado sur, el glaciar Jogin se une al glaciar Khatling, también lo hace el glaciar Ratangiran. Desde el glaciar Khatling emerge el río Bhilangana que también se une al río Bhgirathi cerca de Tehri, uno de los principales afluentes del río Ganges, El Bhagirathi se une al río Alaknanda con los otros afluentes principales del río Ganges en Dev Prayag y se llama Ganges allí después.